# Keda
Keda – osiedle typu miejskiego w Gruzji, w republice Adżarii. W 2014 roku liczyło 1510 mieszkańców.